# Краузе, Зыгмунт
Зыгмунт Краузе (пол. Zygmunt Krauze, 19 сентября 1938, Варшава) — польский композитор и пианист.

## Биография
Обучался композиции и игре на фортепиано в Музыкальной академии имени Фредерика Шопена в Варшаве. Учился у Нади Буланже в Париже (1966—1967). В 1967 году основал ансамбль «Варштат музычны» (Музыкальная мастерская), исполнявший авангардную музыку XX века. В 1982—1989 работал в IRCAM. Был председателем Международного общества современной музыки (1987—1990). С 2006 года — профессор Музыкальной академии имени Фредерика Шопена.

## Творчество
Как композитор сложился под влиянием взглядов и творчества художника Владислава Стжеминского (так называемый унизм, близкий в музыке к минимализму).

## Произведения
- Пьеса для оркестра No. 1 (1969)
- Пьеса для оркестра No. 2 (1970)
- II струнный квартет (1970)
- Folk Music для оркестра (1972)
- Aus aller Welt stammende для 10 струнных (1973)
- Soundscape для инструментов, предметов и магнитофонной ленты (1975)
- Fete galante et pastorale для оркестра и 4-х солистов (1975)
- Концерт для фортепиано (1976)
- Suite de dances et de chansons для клавесина и оркестра (1977)
- Концерт для скрипки (1980)
- Звезда, камерная опера (1980)
- Tableau vivant для камерного оркестра (1982)
- Пьеса для оркестра No. 3 (1982)
- Арабеска для фортепиано и камерного оркестра (1983)
- III струнный квартет (1983)
- Quatuor pour la naissance (1984)
- Symphonie Parisienne (1986)
- From Keyboard to Score для фортепиано (1987)
- La Terre для сопрано, фортепиано и оркестра, на стихи Ива Бонфуа (1995)
- II концерт для фортепиано (1996)
- Ивонна, принцесса Бургундии, опера по драме Гомбровича (2004)
- Бал в опере для камерного хора и 12 инструментов, по поэме Юлиана Тувима (2006)
- Полиевкт, опера по трагедии Корнеля (2010, пост. Хорхе Лавелли)

## Преподавательская деятельность
Вел семинары в Польше и за границей (Дармштадт, Базель, Стокгольм, Лос-Анджелес, Иерусалим, Токио, Осака, Гонконг).

## Признание и награды
Первая премия на конкурсе Гаудеамус (1966). Серебряный крест за заслуги перед Польшей (1975). Кавалер ордена искусств и литературы (1984). Золотой крест ЮНЕСКО за заслуги (2004). Золотой крест за заслуги перед Польшей (2004). Офицер ордена Почётного легиона (2007). Премии министерства культуры Польши (1989, 2005).